# 伊号第百八十五潜水艦
| 画像をアップロード | |
| 艦歴               | |
| 計画               | 第四次海軍軍備充実計画（④計画）                                                                                        |
| 起工               | 1942年2月9日 |
| 進水               | 1942年9月16日 |
| 就役               | 1943年9月23日 |
| その後             | 1944年6月22日戦没 |
| 除籍               | 1944年8月10日 |
| 性能諸元           | |
| 排水量             | 基準：1,630トン 常備：1,833トン 水中：2,602トン                                                                        |
| 全長               | 105.50m |
| 全幅               | 8.25m |
| 吃水               | 4.60m |
| 機関               | 艦本式1号乙8型ディーゼル2基2軸 水上：8,000馬力 水中：1,800馬力                                                         |
| 速力               | 水上：23.1kt 水中：8.0kt                                                                                               |
| 航続距離           | 水上：16ktで8,000海里 水中：5ktで50海里                                                                                |
| 燃料               | 重油：354.7t |
| 乗員               | 86名 |
| 兵装               | 45口径十一年式12cm単装砲1門 25mm機銃連装1基2挺 53cm魚雷発射管 艦首6門 九五式魚雷12本 九三式水中聴音機 （九三式探信儀） |
| 備考               | 安全潜航深度：80m |

伊号第百八十五潜水艦（いごうだいひゃくはちじゅうごせんすいかん、旧字体：伊號第百八十五潜水艦）は、大日本帝国海軍の潜水艦。伊百七十六型潜水艦（海大七型、新海大型）の10番艦。

## 艦歴
- 1942年2月9日 - 横須賀海軍工廠にて起工
  - 9月16日 - 進水
- 1943年9月23日 - 竣工
- 1944年1月5日 - 佐世保出港、12日トラック着
  - 2月1日 - ラバウル出港、物資輸送
  - 3月10日 - 電池室火災事故発生
  - 3月22日 - ジャイロ故障、トラック経由で内地へ回航
  - 3月31日 - 佐世保入港
  - 6月11日 - ウェワク輸送の為に呉を出港
  - 6月16日 - あ号作戦発動によりサイパン島東方の散開線に向かう
  - 6月22日 - サイパン島海域で米フレッチャー級駆逐艦ニューコム（USS Newcomb, DD-586）、クレムソン級掃海駆逐艦チャンドラー（英語版）（USS Chandler, DD-206/DMS-9）の攻撃を受け沈没
  - 7月12日 - 沈没と認定
  - 9月10日 - 除籍

## 歴代艦長
※『艦長たちの軍艦史』441頁による。

### 艤装員長
1. 不詳

### 艦長
1. 関戸好蜜 少佐：1943年9月23日 -
2. 荒井淳 大尉：1944年4月30日 - 6月22日戦死